# Буду Кантемир (Васлуј)
Буду Кантемир (рум. Budu Cantemir) насеље је у Румунији у округу Васлуј у општини Станилешти. Oпштина се налази на надморској висини од 89 m.

## Становништво
Према подацима из 2002. године у насељу је живело 329 становника, од којих су сви румунске националности.